# Wüstenkönige – Die Löwen der Namib
Vanishing Kings – Lions of the Namib, deutsch Wüstenkönige – Die Löwen der Namib, ist ein namibisch-französisch-österreichischer Dokumentarfilm zu den Wüstenlöwen in der Namib.
Er wurde von Will und Lianne Steenkamp gedreht und produziert, mit Unterstützung von ORF, Arte, Into Nature Productions und Smithsonian Channel. Ausgestrahlt wurde er darüber hinaus unter anderem von NatGeo Wild und der ARD Der Film erzählt die Geschichte der sogenannten fünf Musketiere (englisch Five Musketeers), einer Gruppe von fünf jungen männlichen sogenannten Wüstenlöwen im Kaokoveld in Namibia.
Die Fortsetzung Vanishing Kings – Lions of the Namib II wurde im April 2018 in Namibia uraufgeführt. Sie behandelt die Zeit um den Tod von vier der fünf Löwen, von denen drei von Viehhirten vergiftet und einer erschossen wurde. Nach Ende der Dreharbeiten und Veröffentlichung des Films wurde später auch noch der letzte überlebende der fünf Löwen getötet.

## Auszeichnungen
Der Dokumentarfilm erhielt zahlreiche internationale Auszeichnungen, darunter unter anderem:
- 2016: Kategorie Nature, Environment & Ecology, Cannes Corporate Media & TV Award in der
- 2016: zweifach Gold, New York Film Festival
- 2016: Gold in der Kategorie Kamera, US International Film & Video Festival
- 2016: Bester Film des Festivals, US International Film & Video Festival
- 2016: Beste Kamera, Green Screen Naturfilmfestival